# Lia Dultzkaya
Lia Dultzkaya, auch Lya Dulizkaya (* 17. Januar 1919 in Wien; † 27. August 2000 in Tel Aviv) war eine österreichisch-israelische Schauspielerin und Musicaldarstellerin.

## Leben
Nach dem Gymnasium in Wien besuchte sie eine Schauspielschule in Tel Aviv. Sie begann als Kabarettistin und Diseuse und trat bei israelischen Militärgruppen und an Privattheatern auf. Bekannt wurde sie durch das Musical Anatevka, wo sie als Golde an der Seite von Shmuel Rodensky zahlreiche Länder bereiste und unter anderem in Berlin, Hamburg, Frankfurt am Main, Wien, Graz und bei einer bis nach Südafrika führenden Tournee zu sehen war.
Seit den 1970er Jahren spielte sie regelmäßig an der Landesbühne Hannover. Dort war sie 1973 Hauptdarstellerin in Mutter Courage und ihre Kinder, 1974 verkörperte sie Mrs. Peachum in Die Dreigroschenoper, 1980 die Witwe Begbick in Aufstieg und Fall der Stadt Mahagonny und 1982 die Mutter in Die Glasmenagerie. Sie spielte auch wiederholt am Theater an der Wien, unter anderem 1971 in Helden und 1981 als Mrs. Morton in Chicago. Die Großmutter in Geschichten aus dem Wiener Wald am Stadttheater Berndorf war im Sommer 1997 die letzte Rolle, mit der sie in Österreich zu sehen war. Sie wirkte in Israel in mehreren Filmen mit.

## Filmografie (Auswahl)
- 1978: Wenn Zachi ins Manöver zieht
- 1985: Levin und Gutman: Die Sprüche der Väter
- 1989: Grüne Felder
- 1999: Aimée & Jaguar

## Hörspiele (Auswahl)
- 1972: Bertolt Brecht: Mutter Courage und ihre Kinder – Regie: Edwin Zbonek (ORF)